# 叶夫根尼·塔尔列
叶甫根尼·维克托罗维奇·塔尔列（俄语：Евгений Викторович Тарле，1874年10月27日—1955年1月6日）苏联历史学家，俄罗斯科学院成员，作品涉及拿破仑战争、克里米亚战争等，莫斯科国立国际关系学院创始人之一。曾受到工业党审判的牵连。中共领导人毛泽东曾阅读过塔尔列的《拿破仑传》，对其评价不高。